# 福島繁三

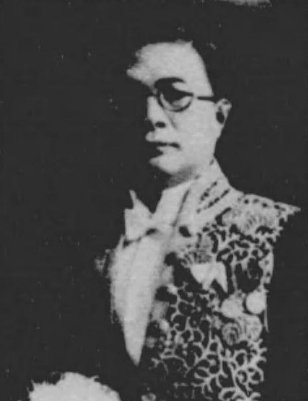
福島繁三

福島 繁三（ふくしま しげぞう、1888年（明治21年）10月18日 - 1939年（昭和14年）8月29日）は、日本の内務・警察官僚。官選埼玉県知事。旧姓・阿久津。

## 経歴
栃木県大田原町（現大田原市）出身。阿久津脩斎の二男として生まれ、福島ソノと結婚して改姓。第一高等学校を卒業。1913年11月、文官高等試験行政科試験に合格。1914年、東京帝国大学法科大学法律学科（独法）を卒業。1915年、内務省に入省し北海道庁属となる。
以後、宮城県加美郡長、鹿児島県学務部長、長野県学務部長、京都府書記官・学務部長、滋賀県書記官・警察部長、香川県書記官・警察部長、青森県内務部長、秋田県書記官・内務部長などを歴任。
1932年6月、埼玉県知事に就任。1933年6月、依願して退官した。その後、修養園理事を務めた。